# Babybel
Babybel is een Frans merk van kaasproducten van Le Groupe Bel die internationaal worden verhandeld in Europa, Afrika, Australië en Noord- en Zuid-Amerika. Le Group Bel introduceerde Babybel in 1952 en in 1979 werd Mini Babybel geïntroduceerd in Frankrijk. 75% van de consumptie van Mini Babybel vindt buiten Frankrijk plaats.
Het kaasje wordt verpakt in een laagje was en geleverd in een netje. Er zijn diverse smaken beschikbaar. De originele versie, een variant van Edammer kaas, wordt verpakt in rode was met een rode wikkel. Andere varianten zijn Mini Babybel Light (een dieetvariant van de edammer variant) in witte was met een lichtblauw etiket, emmental in gele was, Goudse kaas ook in gele was met een oranje wikkel, Geitenkaas in groene was en cheddar in paarse was. Er zijn ook koosjere en halalvarianten beschikbaar.